# Lewis Pass (Neuseeland)
Der Lewis Pass ist ein Gebirgspass im nördlichen Drittel der Südinsel von Neuseeland.

## Namensherkunft
Im April 1860 entdeckten der Siedler Henry Lewis und Christopher Maling den Gebirgsübergang vom Tal des Maruia River zum Lewis River. Damit war eine Verbindung zwischen Nelson im Norden und Christchurch an der Ostküste über die Neuseeländischen Alpen möglich. Lewis zu Ehren wurde später der Pass Lewis Pass genannt.

## Geographie
Der Lewis Pass befindet sich rund 53 km südöstlich von Reefton zwischen der bis zu 1817 m hohen Freyberg Range im Norden, der bis zu 1755 m hohen Opera Range im Osten und der bis zu 1580 m hohen Bergkette, die sich westlich des Passes erstreckt und nördlich des 1870 m hohen Mount Technical liegt.
Der ursprünglich von Henry Lewis entdeckt und nach ihm benannte Pass befindet sich rund 750 m südsüdöstlich des heutigen Passes, über den der New Zealand State Highway 7 führt. Auch das Kartenmaterial trägt noch dem alten Übergang Rechnung und gibt den Pass in der Nähe eines kleinen Sees mit einer Höhe von 863 m an. Die heutige Passstrecke hingegen kreuzt den Lewis River in nördliche Richtung und vollzieht vor dem Maruia River ein scharfe Linkskurve nach Westen. Die Kurve bildet den höchsten Punkt der heutigen Passstraße und wird mit 907 m Höhe angegeben.

## Lewis Pass Scenic Reserve
Rund um den Lewis Pass hat das Department of Conservation ein sogenanntes Scenic Reserve eingerichtet, das Wanderern und Naturfreunden die Möglichkeit zum Camping, zur Erholung, zum Wandern und zu Naturbeobachtungen gibt. Drei Wander- bzw. Trackingwege stehen in dem Gebiet zur Verfügung, der Lewis Tops Track, der auf den Gipfel des westlich angrenzenden 1568 m hohen Berg führt, der Rolleston Pack Track, der östlich parallel zum State Highway 7 nach Süden führt und der gut ausgeschilderte St James Walkway, der nach Norden entlang des Maruia River Right Branch durch den Cannibal Gorge führt.

## Fotogalerie

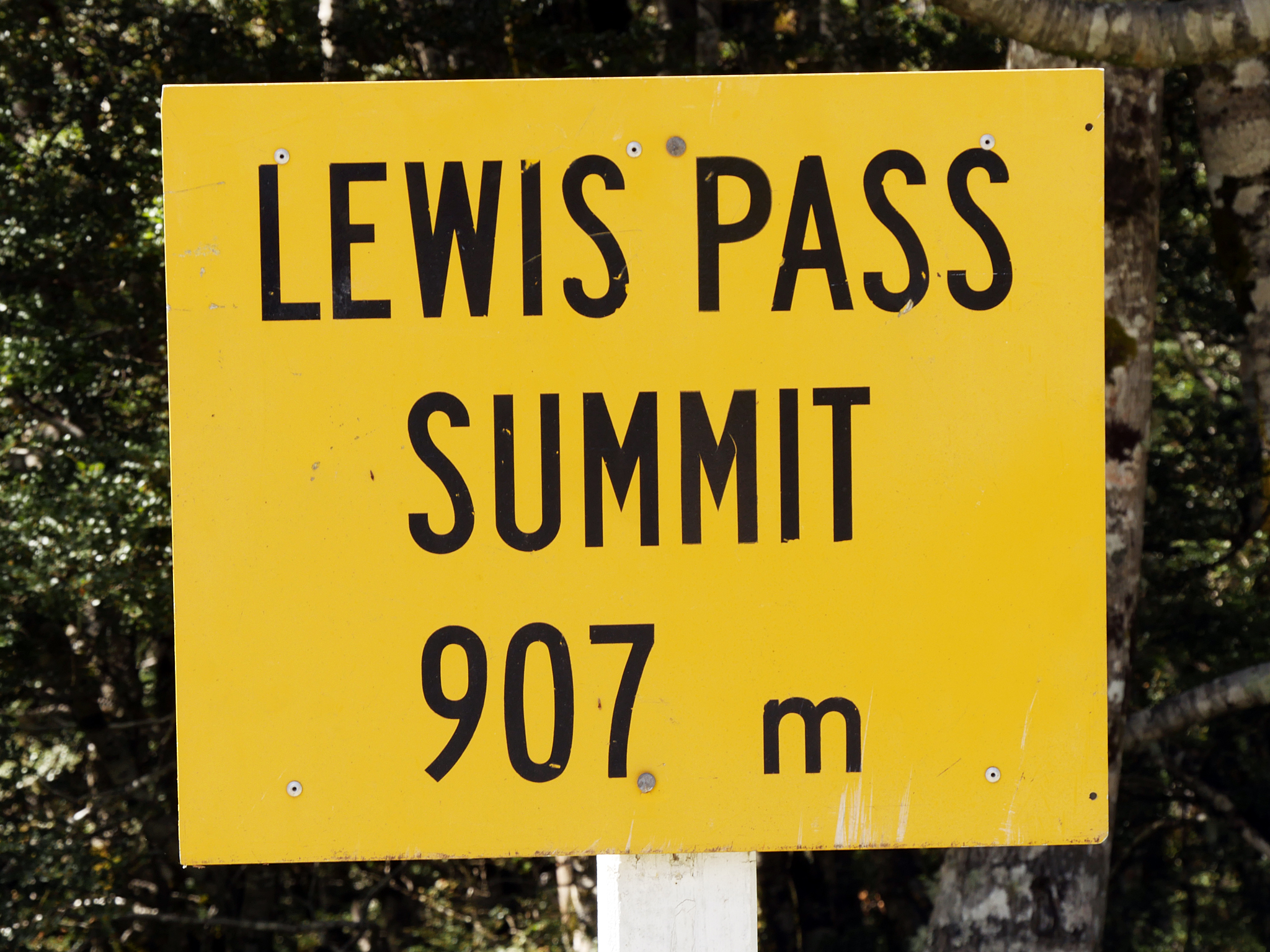
Hinweisschild auf den höchsten Punkt des Lewis Pass
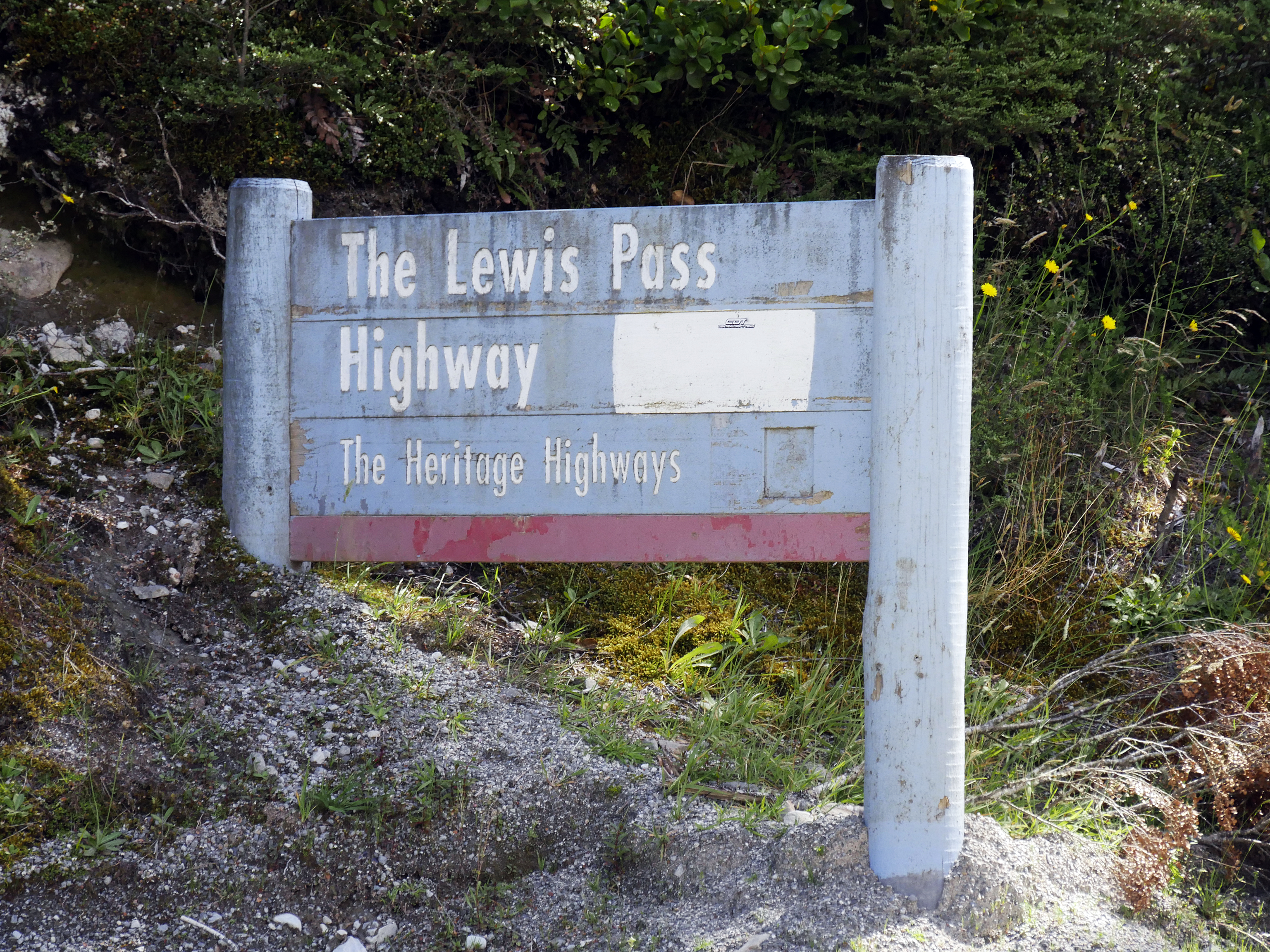
Hinweisschild auf den Lewis Pass Highway